# Elena Albertini
Elena Albertini Carandini (Milano, 21 marzo 1902 – Roma, 21 febbraio 1990) è stata una scrittrice italiana.

## Biografia
Figlia del noto direttore del Corriere della Sera Luigi Albertini, nipote di Giuseppe Giacosa e cognata di Tatiana Lvovna Sukotine Tolstoj, nipote di Lev Tolstoj, Elena Albertini sposò nel 1926 il conte Nicolò Carandini. Dal matrimonio nacquero cinque figli: Guido, Andrea, Maria, Margherita e Silvia.
La contessa Carandini viene ricordata per la pubblicazione di alcuni dei diari che aveva tenuto per tutta la sua vita, a cominciare dal 1918. In particolar modo furono pubblicate le pagine relative agli anni del fascismo e del dopoguerra, nelle quali la Carandini annotò tutti i particolari quotidiani della Resistenza. Il primo dei libri, Passata la stagione, venne dato alle stampe nel 1989; gli altri due vennero invece pubblicati postumi alla morte dell'autrice, avvenuta nel febbraio del 1990. Gli scritti di Elena Albertini Carandini furono anche oggetto di analisi da parte di altri studiosi, fra cui Serenella Baggio che scrisse il volume Niente retorica. Liberalismo linguistico nei diari di una signora del Novecento.

## Opere
- Passata la stagione... Diari 1944-1947, Firenze, Passigli Editori, 1989. ISBN 9788836804825
- Dal terrazzo. Diario 1943-1944, Bologna, il Mulino, 1997. ISBN 9788815057754
- Le case, le cose, le carte. Diario 1948-1950, Il Poligrafo, 2007. ISBN 9788871154374